# Krämer (Familienname)
Krämer bzw. Kraemer ist ein deutschsprachiger Familienname.

## Herkunft und Bedeutung
Der Familienname Krämer geht auf den Beruf des Händlers von Kramwaren zurück, es ist also ein Name mit einer Berufsbezeichnung.

## Verbreitung
Krämer tritt in Deutschland überdurchschnittlich häufig auf. Auf rund 21.000 Telefonbucheinträge kommen potentielle 56.000 Namensträger. Damit gehört der Name zu den 100 häufigsten Familiennamen in Deutschland. In Österreich ist der Name weniger verbreitet. Auf rund 190 Telefonbucheinträge kommen knapp 500 Namensträger.

## Varianten
- Kremer
- Kramer (Familienname)
- Cramer
- Cremer
- Craemer
- Crämer
- Krämmer
- Kraemer
- Kraemmer
- Krähmer

## Namensträger

### A
- Achim Krämer (* 1955), deutscher Schlagzeuger und Perkussionist
- Adam Krämer (1906–1992), deutscher Verbandsfunktionär
- Ado Kraemer (Adolf Herrmann Rudolf Ferdinand Kraemer; 1898–1972), deutscher Schachkomponist
- Adolf Kraemer (1798–1876), deutscher Eisenindustrieller, siehe Heinrich Adolf Kraemer
- Adolf Kraemer (Agrarwissenschaftler) (1832–1910), Schweizer Agrarwissenschaftler
- Adolf Kraemer (Künstler) (1887–1940), deutscher Heimatforscher, Künstler und Autor
- Albert Krämer (1816–1878), deutscher Arzt und Parasitologe
- Alfred Krämer (1938–2015), deutscher Artist und Zirkusgründer
- Alois Kraemer (1899–1983), deutscher Druckereibesitzer und Politiker (CDU)
- Andreas Krämer (Orgelbauer) (1730–1799), deutscher Orgelbauer
- Andreas Krämer (Schauspieler) (* 1963), Schweizer Schauspieler und Musiker
- Andreas Krämer (Produzent), deutscher Musikproduzent
- Anfried Krämer (* 1920), deutscher Schauspieler und Hörspielsprecher
- Annabell Krämer (* 1971), deutsche Politikerin
- August Kraemer (Sänger) (1841–1916), österreichischer Sänger (Tenor)
- August Krämer (Politiker) (1879–1932), deutscher Politiker (DVP), MdL Preußen
- Augustin Krämer (1865–1941), deutscher Mediziner, Anthropologe und Ethnologe
- Axel Krämer (* 1957), deutscher Sportschütze und Bundestrainer Skeet

### B
- Bärbel Kraemer (* 1963), deutsche Autorin, Journalistin und Heimatforscherin
- Bernd J. Krämer (Bernd Johann Krämer; * 1947), deutscher Informatiker und Hochschullehrer
- Bernhard Krämer (Betriebswirtschaftler) (* 1938/1939), deutscher Betriebswirtschaftler und Hochschullehrer
- Bernhard Krämer (Mediziner) (* 1957), deutscher Internist, Nephrologe, Hochschullehrer und Verbandsfunktionär
- Bodo Krämer (1945–2003), deutscher Schauspieler
- Brigitte Kraemer (* 1954), deutsche Fotokünstlerin
- Buddha Krämer (1940–2021), deutscher Hörfunkmoderator und Musikredakteur

### C
- Carl Kraemer (1873–1951), deutscher Tierschützer
- Carsten Krämer (* 1974), deutscher Fußballtorhüter
- Christian Krämer (* 1974), deutscher Filmeditor
- Christoph Krämer (1948–2010), deutscher Künstler und Typograph
- Claus Krämer (* 1957), deutscher Autor, Illustrator, Maler und Musiker
- Clementine Krämer (1873–1942), deutsch-jüdische Schriftstellerin
- Constantina Krämer (1888–1944), deutsche Steyler Missionsschwester und Märtyrin

### D
- David Krämer (* 1997), deutsch-österreichischer Basketballspieler
- Dieter Kraemer (* 1937), deutscher Maler und Hochschullehrer
- Dietmar Krämer (Fußballspieler) (* 1955), deutscher Fußballspieler
- Dietmar Krämer (Autor) (* 1957), deutscher Heilpraktiker und Autor
- Dominik Krämer (* 1980), deutscher Bassist und Gitarrist
- Dorothee Krämer (* 1971), deutsche Lyrikerin

### E
- Elisabeth Krämer-Bannow (1874–1945), deutsche Anthropologin
- Elmer Kraemer (1898–1943), US-amerikanischer Chemiker
- Emil Krämer (1877–1938), deutscher Rechtsanwalt und Bankier
- Emil Kraemer (Komponist) (1878–1958), deutscher Komponist, Chorleiter und Musikpädagoge
- Erich Kraemer (1930–1994), deutscher Künstler und Hochschullehrer
- Ernst Krämer (* 1952), deutscher Wirtschaftsmanager

### F
- Felicitas Krämer (* vor 1978), deutsche Philosophin und Hochschullehrerin
- Felix Krämer (* 1971), deutsch-britischer Kunsthistoriker und Kurator
- Filip Krämer (* 1992), österreichischer Basketballspieler
- Franz Krämer (Unternehmer) (1833–1911), deutscher Unternehmensgründer
- Franz Kraemer (Produzent) (1914–1999), österreichisch-kanadischer Komponist und Radioproduzent
- Franz-Gerd Kraemer (* 1943), deutscher Unternehmer und Politiker (SPD)
- Franziska Krämer (1899–1988), österreichische Politikerin (SPÖ)
- Friedrich Krämer (Architekt) (1870–nach 1906), deutscher Architekt
- Friedrich Krämer (Manager) (1909–nach 1972), deutscher Industriemanager
- Friedrich Erich August Krämer (1785–1845), deutscher Theologe
- Friedrich Wilhelm Kraemer (1907–1990), deutscher Architekt
- Fritz Kraemer (SS-Mitglied) (1900–1959), deutscher SS-Brigadeführer
- Fritz Krämer (Heimatforscher) (1903–1981), deutscher Lehrer, Autor und Herausgeber
- Fritz Krämer (Dirigent), deutscher Dirigent und Chorleiter
- Fritz G. A. Kraemer (1908–2003), deutsch-US-amerikanischer Politikberater

### G
- Georg Krämer (Verwaltungsbeamter) (1865–1931), deutscher Verwaltungsbeamter
- Georg Krämer (Jurist) (1872–1942), deutscher Jurist
- Georg Krämer (Bildhauer) (1906–1969), deutscher Bildhauer
- Georg Krämer (Fußballspieler) (* 1921), deutscher Fußballspieler
- Georg Krämer (Politiker) (1928–2010), deutscher Politiker (CDU), MdL Saarland
- Georg Ludwig Krämer (1730/1731–1790), deutscher Orgelbauer
- George Kraemer (* 1925), schwedischer Eishockey-, Bandy- und Fußballspieler
- Gerd Krämer (Sportjournalist) (1920–2010), deutscher Sportjournalist
- Gerd Krämer (Politiker, 1951) (1951–2022), deutscher Politiker und Landrat
- Gerd Krämer (Politiker, 1957) (* 1957), deutscher Politiker (CDU) und Staatssekretär
- Gerd Krämer (Moderator) (* 1970), österreichischer Moderator
- Gerda Krämer (* 1945), deutsche Politikerin (SPD)
- Gudrun Krämer (* 1953), deutsche Islamwissenschaftlerin
- Günter Krämer (Kanute), deutscher Kanute
- Günter Krämer (Regisseur) (* 1940), deutscher Regisseur und Theaterintendant
- Günter Krämer (Mediziner) (* 1952), deutscher Neurologe und Epileptologe
- Günther Krämer (1913–1978), deutscher Politiker (DP/NPD)
- Gustav von Kraemer (1828–1885), deutscher Unternehmer und Politiker, MdL Bayern
- Gustav Kraemer (Architekt) (1828–1890), deutscher Architekt
- Gustav Kraemer (Manager) (1842–1915), deutscher Apotheker, Chemiker und Industriemanager
- Gustav Krämer (Politiker) (1909–1991), deutscher Politiker (SPD), MdL Hessen
- Gustav Krämer (Maler) (1916–2003), österreichischer Maler und Restaurator
- Gustav Krämer (Pfarrer) (1935–2008), deutscher katholischer Priester

### H
- Hagen Krämer (* 1963), deutscher Ökonom
- Hans Kraemer (Industrieller) (Pseudonyme Demokrit, Hans Roemer; 1870–1938), deutscher Industrieller, Manager, Übersetzer und Publizist
- Hans Krämer (Politiker) (1889–1961), deutscher Politiker, Oberbürgermeister von Deggendorf
- Hans Krämer (Sänger) (1906–1976), deutscher Opernsänger (Bass)
- Hans Krämer (Tischtennisspieler), deutscher Tischtennisspieler
- Hans Krämer (Ökonom) (1922–1985), deutscher Ökonom
- Hans Krämer (Fußballspieler, 1928) (* 1928), deutscher Fußballspieler (Meidericher SV, FC Schalke 04)
- Hans Krämer (Philosoph) (Hans Joachim Krämer; 1929–2015), deutscher Philosoph und Altphilologe
- Hans Krämer (Fußballspieler, 1929) (1929–2019), deutscher Fußballspieler (Hannover 96)
- Hans Krämer (Manager) (* 1935), deutscher Wirtschaftsmanager
- Hans-Jörg Kraemer (* 1944), deutscher Jurist
- Hans Martin Krämer (* 1972), deutscher Japanologe
- Hans-Peter Krämer (* 1941), deutscher Sportfunktionär und Manager
- Harald Krämer (* 1964), deutscher Fußballspieler
- Heinrich Krämer (um 1430–um 1505), deutscher Inquisitor, siehe Heinrich Kramer
- Heinrich Kraemer der Ältere (Philipp Heinrich Kraemer; 1754–1803), deutscher Eisenindustrieller
- Heinrich Kraemer der Jüngere (Philipp Heinrich Kraemer; 1789–1867), deutscher Eisenindustrieller
- Heinrich Kraemer (Politiker) (1842–1907), deutscher Politiker (NLP), MdR
- Heinrich Krämer (Manager) (* 1928), deutscher Verlagsmanager und Autor
- Heinrich Adolf Kraemer (1798–1876), deutscher Eisenindustrieller
- Heinz Krämer (1924–2015), deutscher Lehrer und Schriftsteller
- Hendrik Kraemer (1888–1965), niederländischer Theologe, Religionshistoriker und Widerstandskämpfer
- Herbert Krämer (1931–2015), deutscher Politiker (SPD)
- Hermann Kraemer (Maler) (1813–1886), deutscher Maler
- Hermann Kraemer (Tierzüchter) (1872–1940), Schweizer Tierzüchter und Hochschullehrer
- Hermann Krämer (1919–2006), deutscher Landrat
- Hildegard Krämer (1922–2021), deutsche Balletttänzerin und Choreografin

### I
- Ilse Krämer (* 1902), deutsch-schweizerische Lyrikerin und Übersetzerin
- Ingrid Krämer-Gulbin (* 1943), deutsche Wasserspringerin
- Irene Krämer (* 1957), deutsche Apothekerin

### J
- Jan Krämer (* 1980), deutscher Wirtschaftsinformatiker
- Jasmin Krämer (* 1978), deutsche Fußballspielerin
- Jean Krämer (1886–1943), deutscher Architekt
- Jean Pierre Kraemer (* 1980), deutscher Moderator und Unternehmer
- Jochen Krämer (1964–2009), deutscher Schlagzeuger und Sänger
- Joe Kraemer (Baseballspieler) (* 1964), US-amerikanischer Baseballspieler
- Joe Kraemer (Komponist) (* 1971), US-amerikanischer Komponist
- Johann Krämer (Politiker, 1833) (1833–1915), deutscher Politiker (NLP), MdL Baden
- Johann Georg Krämer (1785–1878), deutscher Politiker, MdL Baden
- Johann Heinrich Krämer (1793–1863), deutscher Politiker, MdL Nassau
- Johann Martin Kraemer (1713–1782), deutscher Architekt
- Johann Victor Krämer (1861–1949), österreichischer Maler
- Johannes Krämer (* 1948), deutscher Jazzgitarrist
- Jörg Kraemer (Orientalist) (1917–1961), deutscher Orientalist und Hochschullehrer
- Jörg Krämer (* 1966), deutscher Volkswirt und Bankmanager
- Jörg Krämer (Schriftsteller) (* 1966), deutscher Schriftsteller
- Josef Krämer (Politiker, 1901) (1901–1991), deutscher Theologe und Politiker (CDU), MdL Baden-Württemberg
- Josef Krämer (Politiker, 1904) (1904–1980), deutscher Politiker (NSDAP), MdR
- Josef Schmitt-Kraemer (Josef Adolf Schmitt; 1881–1966), deutscher Journalist und Schriftsteller
- Joseph Krämer (Ingenieur) (1849–1902), deutscher Ingenieur
- Joseph Krämer (Sportler) (1879–1946), deutscher Leichtathlet und Turner
- Julius Kraemer (Fotograf) (1840–1913), deutscher Fotograf
- Julius Kraemer (Unternehmer) († 1927), deutscher Kaufmann und Unternehmer
- Julius Krämer (Germanist) (1901–1987), galizischstämmiger deutscher Germanist und Mundartforscher
- Jürgen Krämer (Manager)  (1935–2025), deutscher Manager, Politiker und Fußballfunktionär
- Jürgen Krämer (1939–2011), deutscher Orthopäde und Hochschullehrer

### K
- Kai Krämer (* 1966), deutscher Fußballspieler
- Karl Krämer (1898–1982), deutscher Verleger, siehe Karl Krämer Verlag
- Karl Krämer (Unternehmer) (1911–1993), deutscher Unternehmer und Stiftungsgründer
- Karl Krämer (Schauspieler) (* 1964), deutscher Schauspieler
- Karl Emerich Krämer (1918–1987), deutscher Dichter und Schriftsteller
- Karl Wilhelm Krämer (1930–1990), deutscher Schriftsteller
- Karoline Beck-Krämer (1941–2015), deutsche Beamtin und Geschäftsführerin
- Kaspar Kraemer (* 1949), deutscher Architekt
- Katharina Kraemer (1920–2006), deutsche Unternehmerin
- Katrin Krämer, deutsche Moderatorin, Redakteurin und Autorin
- Klaus Kraemer (Soziologe) (* 1962), deutscher Soziologe
- Klaus Krämer (Bischof) (* 1964), deutscher Theologe, Bischof von Rottenburg-Stuttgart
- Klaus Krämer (Regisseur) (* 1964), deutscher Filmregisseur und Drehbuchautor
- Klaus-Christian Kraemer (* 1946), deutscher Diplomat
- Konrad Kraemer (1926–1991), deutscher Politiker (CDU)
- Kurt Kraemer (1921–1980), deutscher Physiker

### L
- Leo Krämer (* 1944), deutscher Kirchenmusiker, Dirigent und Hochschullehrer
- Lotten von Kræmer (1828–1912), schwedische Schriftstellerin, Dichterin, Philanthropin und Frauenrechtlerin
- Ludwig Krämer (* 1939), deutscher Jurist und Hochschullehrer
- Lukas Krämer (Triathlet) (* 1984), deutscher Triathlet
- Lukas Krämer (Go-Spieler) (* 1992/1993), deutscher Go-Spieler, siehe Deutsche Meister im Go

### M
- Manfred H. Krämer (* 1956), deutscher Journalist und Autor
- Manfredo Kraemer (* 1960), deutsch-argentinischer Violinist und Dirigent
- Marcelle Kraemer-Bach (1895–1990), französische Rechtsanwältin und Feministin
- Marie Kraemer-Widl (1860–1926), österreichische Sängerin
- Marita Kraemer (* 1953), deutsche Managerin
- Marlies Krämer (* 1937), deutsche Politikerin, Frauenrechtlerin und Autorin
- Martin Krämer (* 1987), deutscher Schachspieler
- Martin Kraemer-Liehn (* 1971), deutscher Maler, Publizist und Aktivist
- Matheus Krämer (um 1600–nach 1670), deutscher Politiker, Bürgermeister von Tübingen
- Matthias Krämer (1640–1729), deutscher Fremdsprachendidaktiker, Grammatiker und Lexikograf, siehe Matthias Kramer (Sprachwissenschaftler)
- Max Krämer (Architekt), deutscher Architekt
- Max Krämer (Musiker) (1896–nach 1933), deutscher Geiger
- Max Krämer (Golfspieler) (* 1990), deutscher Golfspieler
- Micha Krämer (* 1970), deutscher Schriftsteller und Musiker
- Michael Krämer (Theologe) (1923–2016), deutscher Ordensgeistlicher und Theologe
- Michael Krämer (Physiker) (* 1965/1966), deutscher Physiker und Hochschullehrer
- Michael Krämer (Fußballspieler) (* 1985), deutscher Fußballspieler
- Michael Krämer (Sportjournalist) (* 1991), deutscher Sportjournalist
- Moritz Krämer (* 1980), deutscher Musiker und Regisseur

### N
- Nicolas Krämer (* 1974), deutscher Krankenhausmanager und Autor
- Nicole Krämer (* 1972), deutsche Sozialpsychologin

### O
- Olaf Kraemer (* 1959), deutscher Schriftsteller
- Oskar Krämer (1833–1904), deutscher Eisenwerkbesitzer und Politiker, MdR
- Oskar Kraemer (Autor) (1885–1970), siebenbürgischer Journalist und Schriftsteller
- Oskar Kraemer (Generalmajor) (1889–1945), deutscher Generalmajor
- Otto Krämer (Architekt), deutscher Architekt
- Otto Kraemer (1900–1986), deutscher Maschinenbauingenieur und Hochschullehrer
- Otto Krämer (Politiker) (1933–2019), deutscher Politiker, Handwerker und Kammerfunktionär
- Otto Maria Krämer (* 1964), deutscher Kirchenmusiker

### P
- Paul Kraemer (Autor), deutscher Autor und Herausgeber
- Paul Krämer (Dirigent) (* 1990), deutscher Dirigent und Chordirektor
- Paul Rudolf Kraemer (1916–2007), deutscher Goldschmied, Unternehmer und Mäzen
- Peter Kraemer (Politiker) (1901–1990), deutscher Politiker (FDP, CDU)
- Peter Krämer (Theologe) (* 1942), deutscher Theologe und Hochschullehrer
- Peter Krämer (Germanist) (1944–2010), österreichischer Germanist und Hochschullehrer
- Peter Krämer (Unternehmer) (1946–2022), deutscher Unternehmer
- Peter Krämer (Reeder) (1950–2017), deutscher Reeder
- Peter-Michael Krämer (* 1944), deutscher Trompeter und Hochschullehrer
- Peter Theodor Krämer (1921–1999), deutscher Schriftsteller
- Philip Krämer (* 1992), deutscher Politiker
- Philipp Krämer (1890–1970), deutscher Lehrer und Schriftsteller
- Philipp Heinrich Krämer (1754–1803), Großhändler, Betreiber eines Eisenhüttenwerks und Unternehmer

### R
- Raimund Krämer (* 1952), deutscher Politikwissenschaftler
- Ralf Krämer (Politiker) (* 1960), deutscher Gewerkschafter und Politiker (Die Linke)
- Ralf Krämer (Bildhauer) (* 1964), deutscher Bildhauer
- Renate Krämer, deutsche Radrennfahrerin
- Richard Krämer (1876–1937), österreichischer Ophthalmologe
- Richard Kraemer (1908–1986), deutscher Psychiater
- Rike Krämer-Hoppe (* 1981), deutsche Rechtswissenschaftlerin und Hochschullehrerin
- Rodolfo Pedro Wirz Kraemer (* 1942), deutsch-uruguayischer Geistlicher, Bischof von Maldonado-Punta del Este
- Roland Krämer (* 1959), deutscher Rechtswissenschaftler und Politiker
- Rolf Krämer (* 1955), deutscher Kirchenjurist
- Roman Krämer (* 1970), slowakisch-deutscher Basketballspieler
- Rudolf Kraemer (Blindenaktivist) (1885–1945), deutscher Jurist und Vereinsgründer
- Rudolf Krämer-Badoni (1913–1989), deutscher Schriftsteller
- Rudolf-Dieter Kraemer (* 1945), deutscher Musikpädagoge

### S
- Sebastian Krämer (* 1975), deutscher Kabarettist
- Sigrid Krämer (* 1933), deutsche Mediävistin und klassische Philologin
- Simpert Kraemer (1679–1753), deutscher Architekt und Stuckator
- Sophie Krämer (1763–1833), deutsche Unternehmerin
- Stefan Krämer (Soziologe) (* 1960), deutscher Soziologe
- Stefan Krämer (Mediziner) (* 1966), deutscher Gynäkologe und Chirurg
- Stefan Krämer (* 1967), deutscher Fußballtrainer
- Steffen Krämer (* 1963), deutscher Kunsthistoriker
- Stephanie Krämer (Tiermedizinerin) (* 1968), deutscher Tiermedizinerin und Hochschullehrerin
- Stephanie Krämer (Fußballspielerin) (* 1990), deutsche Fußballspielerin
- Sybille Krämer (* 1951), deutsche Philosophin

### T
- Tanja Krämer (Journalistin) (* 1978), deutsche Wissenschaftsjournalistin
- Tanja Krämer, Ehename von Tanja Hain-Hofmann (* 1980), deutsche Tischtennisspielerin
- Theodor Krämer (1884–1966), deutscher Porzellankünstler
- Thomas Krämer (* 1952), deutscher Musiktheoretiker, Komponist und Dirigent
- Thorsten Krämer (* 1971), deutscher Schriftsteller
- Torben Krämer (* 1974), deutscher Schauspieler

### U
- Ursula Kraemer (* 1952), deutsche Juristin und Verfassungsrichterin
- Uschi Krämer (1933–2010), deutsche Lehrerin, Journalistin und Autorin
- Ute Krämer (Pflanzenphysiologin) (* 1969), deutsche Pflanzenphysiologin
- Ute Finckh-Krämer (* 1956), deutsche Politikerin (SPD)

### V
- Viktor Kraemer senior (1840–1911), deutscher Verleger
- Viktor Kraemer junior (1881–1937), deutscher Verleger
- Volker Krämer (Schriftsteller) (1955–2011), deutscher Schriftsteller
- Volker Krämer (Fotograf) (1943–1999), deutscher Fotograf

### W
- Waldemar Krämer (1932–2017), deutscher Maler und Grafiker
- Walter Krämer (Politiker) (1892–1941), deutscher Politiker (KPD)
- Walter Krämer (Fußballspieler), deutscher Fußballspieler
- Walter Krämer (Geograph) (1911–1974), deutscher Geograph und Geographiedidaktiker
- Walter Krämer (Ökonom) (* 1948), deutscher Ökonom, Wirtschafts- und Sozialstatistiker
- Walter Krämer (Mathematiker) (1952–2014), deutscher Mathematiker und Informatiker
- Werner Krämer (SS-Mitglied) (1913–1981), deutscher SS-Hauptscharführer
- Werner Krämer (Archäologe) (1917–2007), deutscher Archäologe
- Werner Krämer (Fußballspieler) (Eia; 1940–2010), deutscher Fußballspieler
- Werner Krämer (Theologe) (1940–2025), deutscher Theologe
- Wilhelm Krämer (Musikpädagoge) (1894–1971), deutscher Musikpädagoge und Festspielgründer
- Wilhelm Krämer (Schriftsteller) (1903–1981), deutscher Schriftsteller und Literaturwissenschaftler
- Willi Krämer (Journalist) (1926–2015), deutscher Sportjournalist
- Willi Krämer (Fußballspieler) (1930–??), deutscher Fußballspieler
- Wolf-Dieter Krämer (1945–2018), deutscher Lyriker und Literaturhistoriker
- Wolfgang Krämer (1885–1972), deutscher Philologe, Historiker und Autor